# 共和乡 (穆棱市)
共和乡，是中华人民共和国黑龙江省牡丹江市穆棱市下辖的一个乡镇级行政单位。

## 行政区划
共和乡下辖以下地区：
太平村、立新村、北金场村、牛心村、靠山村、金峪村、六峰村、共和村、碱场村、东升村和东光村。